# Campionato italiano junior di curling
Il Campionato italiano junior di curling è una competizione che si svolge annualmente tra club italiani di curling associati alla Federazione Italiana Sport del Ghiaccio (FISG). La prima competizione maschile fu nel 1981, mentre quella femminile nel 1997. Il campionato si svolge in più prove durante tutto il periodo invernale, seguite dalle finali. Il campionato è vincolante sia per la nazionale italiana junior maschile sia per quella femminile. Possono parteciparvi le squadre i cui atleti siano di categoria ragazzi o categoria junior.

## Albo d'Oro
| Anno | Maschile             | Maschile          | Femminile            | Femminile         |
| Anno | Club vincitore       | Provenienza       | Club vincitore       | Provenienza       |
| ---- | -------------------- | ----------------- | -------------------- | ----------------- |
| 1981 | CC New Wave          | Cortina d'Ampezzo |                      |                   |
| 1982 | CC New Wave          | Cortina d'Ampezzo |                      |                   |
| 1984 | CC New Wave          | Cortina d'Ampezzo |                      |                   |
| 2006 | CC Tofane            | Cortina d'Ampezzo | CC New Wave          | Cortina d'Ampezzo |
| 2007 | CC Tofane            | Cortina d'Ampezzo | CC New Wave          | Cortina d'Ampezzo |
| 2008 | CC Dolomiti          | Cortina d'Ampezzo | CC Sporting Pinerolo | Pinerolo          |
| 2009 | CC Sporting Pinerolo | Pinerolo          | CC Sporting Pinerolo | Pinerolo          |
| 2010 | CC Dolomiti          | Cortina d'Ampezzo | CC Lago Santo        | Cembra            |
| 2011 | CC Dolomiti          | Cortina d'Ampezzo | CC Tofane            | Cortina d'Ampezzo |
| 2012 | CC Trentino          | Trento            | CC 3S Luserna        | Pinerolo          |
| 2013 | CC Trentino          | Trento            | CC Tofane            | Cortina d'Ampezzo |
| 2014 | CC Trentino          | Trento            | CC 3S Luserna        | Pinerolo          |
| 2015 | CC Trentino          | Trento            | CC Dolomiti          | Cortina d'Ampezzo |
| 2016 | CC Torino 150        | Torino            | CC 3S Luserna        | Pinerolo          |

### Altri campionati
La FISG organizza inoltre altri campionati validi per un titolo italiano:
- Campionato italiano assoluto maschile di curling (vincolante per la nazionale italiana maschile di curling)
- Campionato italiano femminile assoluto di curling (vincolante per la nazionale italiana femminile di curling)
- Campionato italiano misto di curling (vincolante per la nazionale italiana misti di curling)
- Campionato italiano ragazzi di curling
- Campionato italiano esordienti di curling
- Campionato italiano doppio misto di curling (vincolante per la nazionale italiana doppio misto di curling)
- Campionato italiano master maschile di curling (vincolante per la nazionale italiana senior maschile di curling)
- Campionato italiano master femminile di curling (vincolante per la nazionale italiana senior femminile di curling)